# Rhynchagrotis faculana
Rhynchagrotis faculana är en fjärilsart som beskrevs av Embrik Strand 1921. Rhynchagrotis faculana ingår i släktet Rhynchagrotis och familjen nattflyn. Inga underarter finns listade.